# Ritzing (Frankrijk)
Ritzing (Duits:Ritzingen im Lothringen) is een plaats en voormalige gemeente in het Franse departement Moselle in de regio Grand Est en telt 146 inwoners (1999). De plaats maakt deel uit van het arrondissement Thionville.

## Geschiedenis
Ritzing is op 1 januari 2019 gefuseerd met de gemeente Manderen tot de gemeente Manderen-Ritzing.  De voormalige gemeenten kregen de status van commune déléguée tot deze werd opgeheven per gemeentelijk besluit van 21 januari 2019.

## Geografie
De oppervlakte van Ritzing bedraagt 6,1 km², de bevolkingsdichtheid is 23,9 inwoners per km².
De onderstaande kaart toont de ligging van Ritzing (Frankrijk) met de belangrijkste infrastructuur en aangrenzende gemeenten.

## Demografie
OOnderstaande figuur toont het verloop van het inwonertal.